# RFactor
rFactor é um Jogo eletrônico de simulação de corridas lançado em 31 de agosto de 2005. O jogo foi desenvolvido pela Image Space Incorporated (ISI), companhia que produz simuladores de corridas desde a década de 1990, o jogo utiliza o motor de jogo isiMotor2 responsável pela produção dos jogos da Fórmula 1 da Electronic Arts (EA), até 2003, altura em que lançou o F1 Challenge'' '99-'02 e das conversões da série NASCAR Thunder para PC.
Uma das principais vantagens evidenciadas por este simulador, é o fato de ter uma plataforma aberta, isto é, permite que se adicionem conteúdos extra produzidos pela comunidade. Existem centenas de modificações (mods), pistas e outros utilitários prontos a serem usados pelos donos deste simulador. O local a visitar por quem procura este conteúdo extra, é o rFactorcentral, que não só se recomenda, como é mesmo uma visita indispensável a qualquer jogador de rFactor. Além disso, outra vantagem sobre os concorrentes é o fato de se poder jogar através de um gamepad. Os pontos contra são a dificuldade de se controlar o carro caso nao se tenha noções reais de direção de um carro, além da questão de não haver variação de tempo, ou seja, você sempre irá pilotar em condições de pista seca.

## Simulação: física real vs. arcade
Como simulador que é, o rFactor difere dos mais comuns jogos de consola (arcade), onde basta ligar e 'acelerar', pois possui um motor físico que faz com que se tenha que obedecer a certos princípios físicos com que nos deparamos no dia a dia, quando conduzimos o nosso automóvel por exemplo. Movimentos e acelerações irreais, não funcionam aqui. Aqui para se ser rápido, é necessário que se conheçam alguns parâmetros de acerto de um carro de competição, como por exemplo: Caixa de velocidades, pressão dos pneus, suspensões, distribuição de peso entre outros.